# بلو کلی فارم (کارولینای شمالی)
بلو کلی فارم (به انگلیسی: Blue Clay Farms) شهری در ایالت کارولینای شمالی کشور ایالات متحده آمریکا است که جمعیت آن در سرشماری سال ۲۰۱۰ میلادی، ۳۳ نفر بوده‌است.